# Marrubium velutinum
Marrubium velutinum  ist eine Pflanzenart aus der Gattung Andorn (Marrubium) in der Familie der Lippenblütler (Lamiaceae).

## Beschreibung
Marrubium velutinum ist eine ausdauernde, krautige Pflanze mit Wuchshöhen von 10 bis 40 cm. Die Behaarung besteht aus gelblichen Trichomen. Die Stängel sind gelblich-filzig behaart und einfach oder mit kurzen blütenlosen Zweigen versehen. Die nur bis 15 mm lang gestielten Laubblätter sind 20 bis 50 mm lang und 20 bis 35 mm breit. Die Blattspreite ist breit eiförmig bis kreisförmig und regelmäßig schwach gekerbt-gesägt. Die Blattoberseite ist ziemlich seidig behaart und die Unterseite ist durch Sternhaare weiß-filzig behaart.
Der Blütenstand besteht aus kugelförmigen Scheinquirlen mit vielen Blüten. Die Tragblätter sind laubblattähnlich. Die Vorblätter sind 9 bis 13 mm lang, pfriemlich und sternhaarig-filzig behaart. Die Kelchröhre ist 4,5 bis 6,5 mm lang, zehnrippig und sternhaarig-filzig behaart. Die fünf Kelchzähne sind etwas ungleich, 4 bis 6,5 mm lang und ragen über die Krone hinaus. Sie sind pfriemlich, am Grund unter 1 mm breit und zurückgebogen. Sie verhärten im Fruchtzustand nicht. Die Krone ist 8 bis 11 mm lang, gelb und auf der Außenseite sternhaarig-filzig behaart.
Die Klausenfrüchte messen 2,5 × 1,5 mm und sind kahl.
Die Blütezeit reicht von Juni bis August.
Die Chromosomenzahl beträgt 2n = 34.

## Vorkommen
Marrubium velutinum ist ein Endemit des Pindos, der Gebirge Zentralgriechenlands sowie des Panachaiko im Nordwest-Peloponnes. Die Pflanze wächst dort in trockenem, felsigem und beweidetem Gelände auf Kalk in einer Höhenlage von 1700 bis 2400 Meter und steigt selten bis 1450 Meter herab.
Sie wird auch selten als Zierpflanze genutzt, beispielsweise zur Bepflanzung von Trockenmauern.

## Systematik
Marrubium velutinum wurde 1809 von James Edward Smith erstbeschrieben. Sie ist eine der in Flora Graeca abgebildeten Arten.